# 8325 Trigo-Rodriguez
8325 Trigo-Rodriguez è un asteroide della fascia principale. Scoperto nel 1981, presenta un'orbita caratterizzata da un semiasse maggiore pari a 3,1716939 UA e da un'eccentricità di 0,0229315, inclinata di 6,98460° rispetto all'eclittica.